# Жана Бичевска
Жана Владимировна Бичевска (рус. Жанна Владимировна Бичевская; Москва, 17. јун 1944) совјетска и руска је певачица и текстописац. Народна уметница РСФСР (1988).